# Synodontis macropunctatus
Synodontis macropunctatus är en fiskart som beskrevs av Wright och Page 2008. Synodontis macropunctatus ingår i släktet Synodontis och familjen Mochokidae. Inga underarter finns listade i Catalogue of Life.